# Chalicotherium
Chalicotherium is een geslacht van uitgestorven zoogdieren dat leefde van het Oligoceen tot het Plioceen in Europa, Afrika en Azië.
Tegen het eind van het Oligoceen hadden de chalicotheren zich tot twee aparte groepen ontwikkeld. De ene leefde in open gebieden en graasde als een geit; de andere was aangepast aan bosland en leek meer op de huidige gorilla of panda. Deze sterke dieren schuifelden voort, waarbij het meeste gewicht op hun korte maar ook sterke achterpoten rustte. Door de gebogen klauwen die de beesten hadden konden ze niet hun voorpoten plat op de grond leggen en moesten ze in plaats daarvan op hun knokkels lopen.

## Sporen
Hoewel niet in grote aantallen, zijn in Azië fossielen gevonden van een op knokkels lopende Chalicothere uit het Laat-Oligoceen. Men vermoedt dat op knokkels lopende dieren zich veel eerder in Azië hebben ontwikkeld, dus kunnen ze best al rond deze tijd in de bossen van Mongolië hebben rondgestruind.

## Grootte
Hoogte in rust: mannetje 2,6 meter en vrouwtje 1,8 meter

## Voeding
De Chalicotheren die in Azië zijn gevonden hadden geen voortanden, en zelfs de kiezen laten weinig gebruikssporen zien. Het moeten dus moeilijke eters zijn geweest, die alleen de nieuwste, verste loten uitkozen en die meteen in hun bek stopten, net als de huidige panda.

## Tijd
Chalicotherium leefde tussen de 28,4 en 3,6 miljoen jaar geleden, gedurende het Oligoceen, Mioceen en Plioceen.